# Cho Chi-hun

Cho Chi-hun  fue un poeta, crítico y activista coreano.

## Biografía
Cho Chi-hun nació el 3 de diciembre de 1920 en Yeongyang, provincia de Gyeongsang del Norte, durante la dominación japonesa de Corea. Su nombre al nacer fue Cho Dongtak. Se graduó de la Escuela Hyehwa en 1941 en Artes Liberales. Enseñó en el colegio budista Odaesan y en 1946, después de la liberación de Corea, fundó la Asociación de Escritores Jóvenes (Cheongnyeon munhakga hyeophoe). También fue presidente de la Asociación de Poetas Coreanos (Hanguk Siin hyeophoe) y desde 1947, profesor de la Universidad de Corea. También fue el primer presidente del Instituto de Investigación de la Cultura de la Universidad de Corea. Falleció el 17 de mayo de 1968.

## Obra
La belleza clásica de Corea que se expresa en su obra evoca un sentimiento de paz y tranquilidad. "La tristeza del fénix" (Bonghwangsu), aunque describe con detalle varios secretos de la belleza arquitectónica de los palacios, contrasta a aquellos que tuvieron el poder en el periodo Joseon con los intelectuales del periodo colonial, mostrando el dolor y la tragedia de las clases bajas. Estos primeros poemas, que son la expresión lírica de la conciencia tradicional y nacional de Corea, están en la antología El ciervo azul (Cheongnokjip), que fue escrito colectivamente con Park Tujin y Park Mokwol.
Después de la liberación, Cho Chi-hun  manifestó que solo aquellos que guardan una estética puramente poética pueden considerarse poetas y que la esencia de la poesía eran la defensa de la libertad individual y la búsqueda de la liberación de la naturaleza humana. Esta pureza de la poesía y fervor nacionalista se proclaman a través de la voz patriótica del poeta en su antología Ante la historia (Yeoksa apeseo). Esta obra critica, con una conciencia histórica lúcida, la corrupción política y la irracionalidad social engendrada por la división nacional y las luchas internas.

## Obras en coreano (lista parcial)
Crítica
- Introducción a la historia de la cultura coreana

Poemarios
- El ciervo azul (Cheongnokjip)
- Cortar las hierbas (Pullipdanjang)
- Selección de poemas de Cho Chi-hun
- Ante la historia
- Resonancia (Yeoun)

Ensayos
- Apoyado en la ventana (Change gidaeeo)
- Poesía y vida (Siwa insaeng)
- Teoría de la integridad (Jijoron)
- Estética de las rocas (Dorui mihak).

## Premios
- Premio Literario de la Asociación de Escritores Libres, 1956